# 砲台

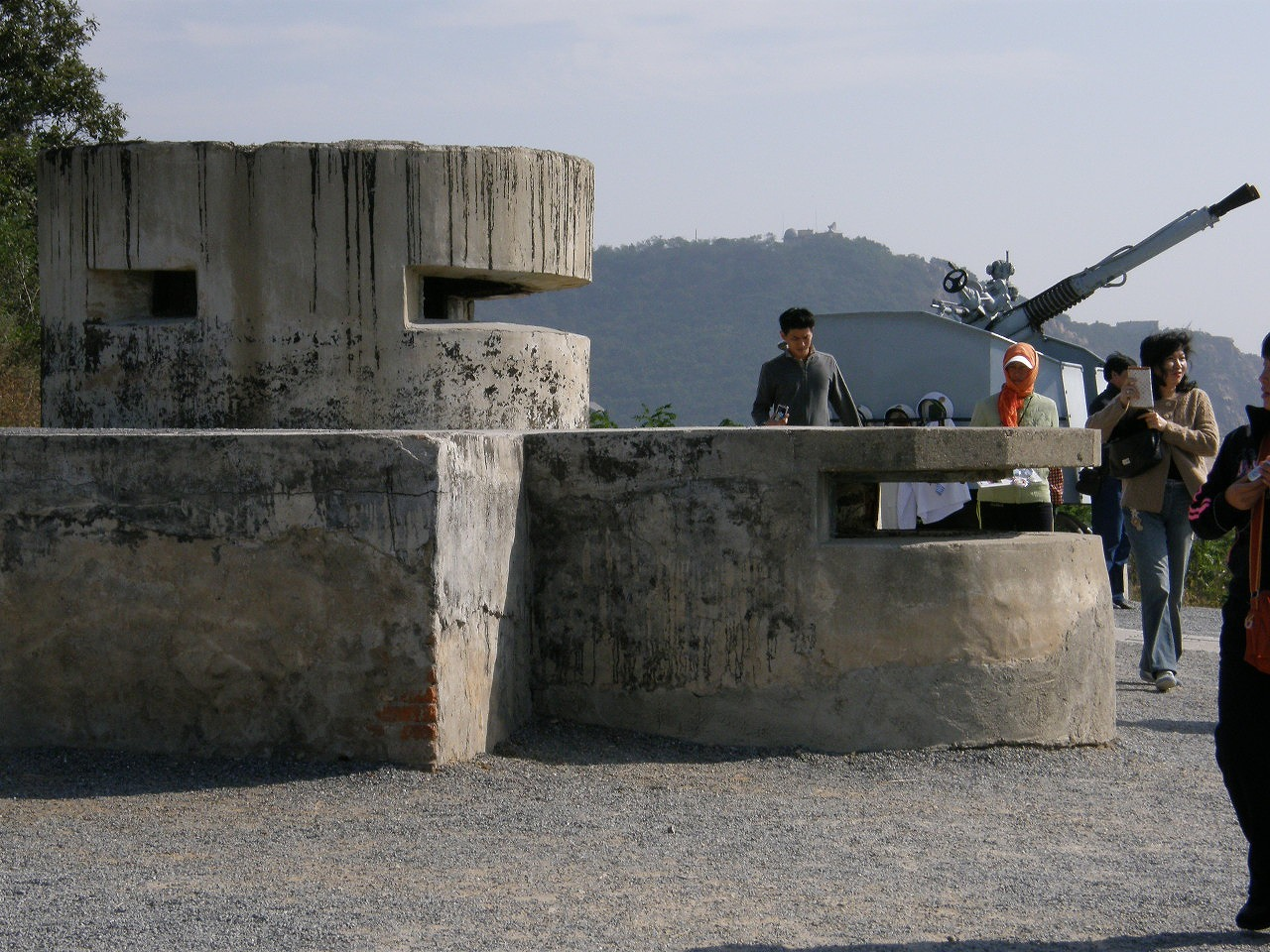
清代海防砲台（旅順）

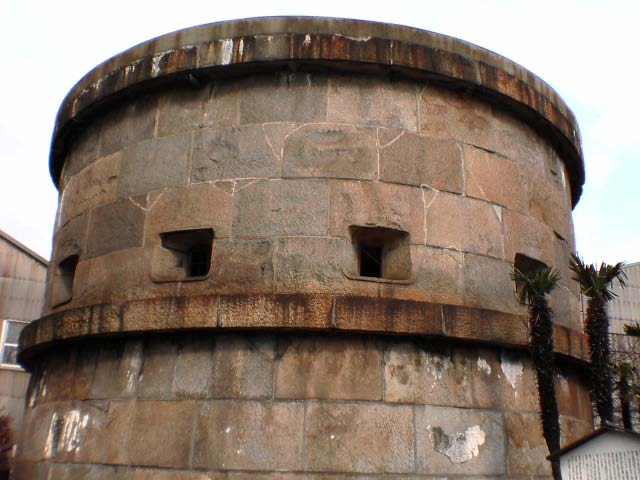
神戸市の和田岬砲台

砲台（ほうだい）とは、大砲などの火器を設置するための台座である。

## 概要
大きな大砲を防衛上の重要地点や交通の要衝など軍事戦略的・地理的に有利な地点で射界が広く取れる高所に設置して、敵の侵攻に対して効果的な防衛拠点とするものである。また、反動の大きな大砲を専用の砲台に設置することで運用の利便性を高め、同時に命中精度の向上も期待している。土地を整地しただけの仮設のものから、石組みやレンガ組み、コンクリート造で掩体を作り陣地や保塁としたもの、さらに火薬庫、兵舎などの関連施設を併設して要塞化したものもある。
代表的なものに海上の艦船を砲撃するために海岸線近くに設けられる沿岸砲台があり、幕末に築かれた台場もその一種である。
設置される大砲はカノン砲か榴弾砲であり、沿岸砲台の場合には移動目標である軍艦に命中させるためにカノン砲であることが多い。
旧日本陸軍では、海岸の沿岸砲台を「砲台」、陸戦砲台を「保塁」として区別した。
現代の戦場では、恒久的な砲台が築かれることはなくなった。自軍の砲の位置が固定されると、敵火砲やミサイル、あるいは空爆の的になるからである。対砲迫撃レーダーや航空偵察で正確かつ短時間で発射位置を特定されるようになったため、砲兵は射撃後、すぐに発射地点から移動するのである。高い防御力そのもので敵の進撃を阻害するための永久築城（要塞）もまた、電撃戦に代表される戦術の進化の前に陳腐化してしまった。沿岸砲台もやはり移動式の対艦ミサイルの登場でその役目を終え姿を消しつつある。

## 西洋の砲台

### フランス
ニコラ＝ジョゼフ・キュニョーが1769年から1771年にかけて可動式の砲台であるキュニョーの砲車を発明した。

### イタリア
- 卵城

ナポリ湾に突き出た突端にある要塞で砲台が残る。

### アメリカ
- ランドルフ砲台

ハワイにあり真珠湾防衛のために建設された（跡地はアメリカ陸軍博物館となっている）。

### カナダ
- アブラハム平原

イギリス軍とフランス軍の激戦地で見張り台や砲台が残る。
- フォート・ロッド・ヒル

1890年代にビクトリアとエスキモルトの海軍基地を防衛するため建設された要塞で三基の砲台が残る。

## 東洋の砲台

### 中国の砲台
- ギア要塞

マカオで一番高い丘の上に設置された砲台。
- ヌーンデイ・ガン
- 胡里山炮台

廈門市にある清朝後期の1896年に造営されたドイツ製クラップ砲の砲台。

### 日本の砲台

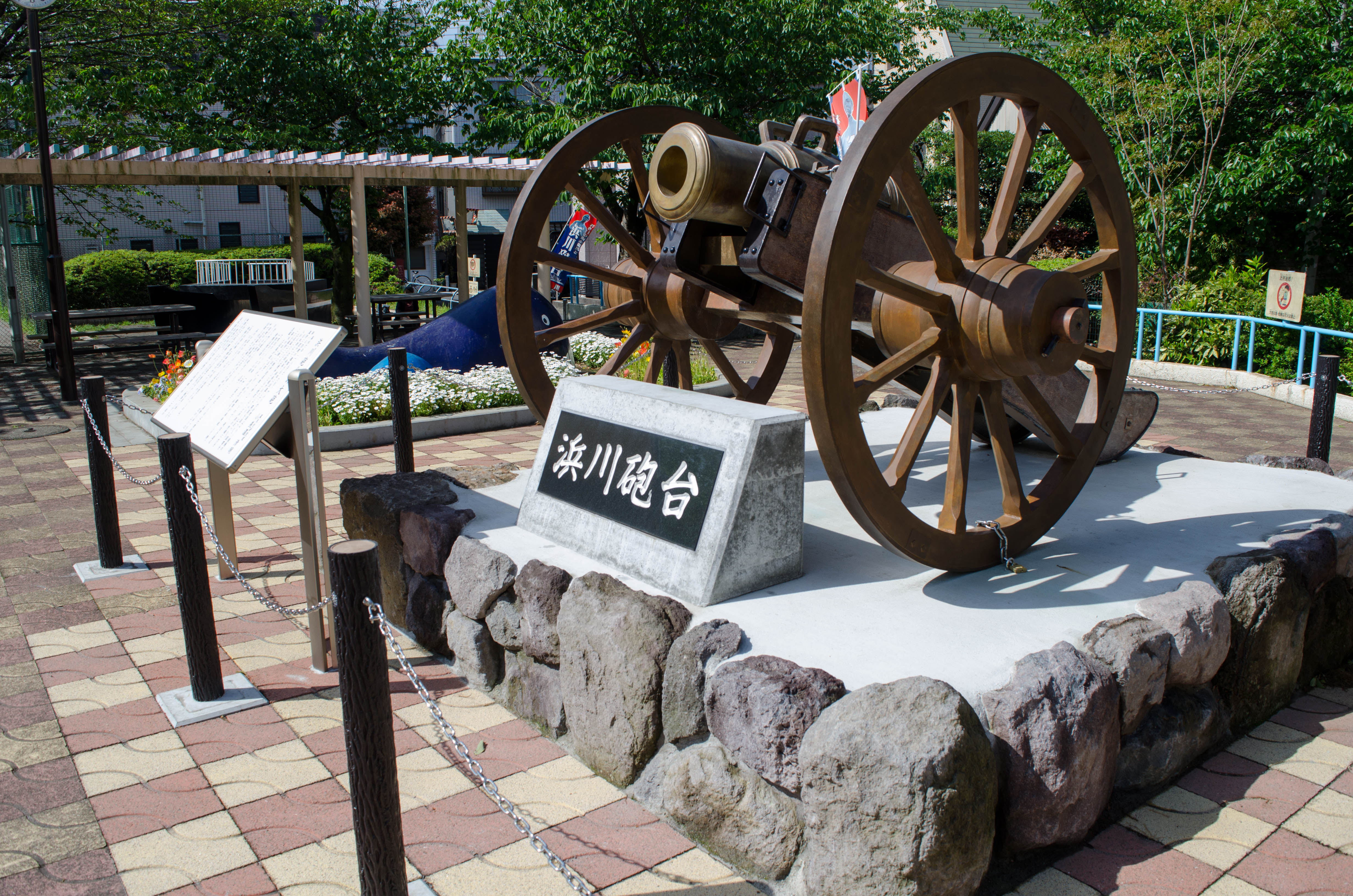
浜川砲台（復元、東京都品川区）

#### 江戸時代築造の砲台場
- 品川台場（第一～第七台場）、御殿山下台場、浜川砲台、佃島砲台、越中島砲台（東京都港区、品川区、中央区、江東区）
- 神奈川台場（横浜市神奈川区）
- 平舘台場（青森県外ヶ浜町）
- 米津台場（浜松市）
- 塔世橋南詰台場、贄崎台場（津市）
- 寺中台場、宮腰（金石）台場、畝田台場（金沢市）
- 海手浦台場、川崎台場（小浜市）
- 金ヶ崎台場、茶屋町台場、鴎ヶ崎台場（敦賀市）
- 梶台場（坂井市）
- 松ヶ瀬台場（大飯郡おおい町）
- 天保山台場（大阪府大阪市）
- 梶原台場（大阪府高槻市）
- 楠葉台場（大阪府枚方市）
- 堺北台場、堺南台場（大阪府堺市）
- 西宮砲台、今津砲台（兵庫県西宮市）
- 和田岬砲台、湊川崎砲台、舞子砲台（兵庫県神戸市）
- 稲爪神社浜砲台（明石市）
- 飾磨砲台、福泊台場（姫路市）
- 古宮砲台（加古郡播磨町）
- 御崎砲台、丸山台場、唐船山台場、松ヶ鼻台場（赤穂市）
- 向島砲台（高砂市）
- 松帆台場、龍松台場、拂川台場、古城台場、長谷川台場、石屋神社境内台場（淡路市）
- 霞台場、炬口台場、高崎台場、六本松台場、生石台場、丸山台場（洲本市）
- 弁天山台場（小松島市）
- 沖洲台場、津田台場（徳島市）
- 室津台場（たつの市）
- 長崎鼻台場（高松市）
- 樺崎砲台（宇和島市）
- 横井上台場（岡山市）
- 浜坂台場、賀露台場（鳥取市）
- 浦富台場（岩美郡岩美町）
- 境台場（境港市）
- 淀江台場（米子市）
- 赤碕台場（東伯郡赤碕町）
- 由良台場（東伯郡北栄町）
- 橋津台場（東伯郡湯梨浜町）
- 祇園下台場、田之浦台場、西ノ脇台場（倉敷市）
- 前田砲台、馬関砲台（下関市）
- 菊ヶ浜台場（萩市）
- 門司台場、葛葉台場、延命寺台場、東浜台場、西浜台場（北九州市）
- 大島砲台（宗像市）
- 三百間突堤台場（中津市）
- 鹿児島港新波止砲台（鹿児島市）

#### 江戸時代以前に築造されていた砲台
- 三重城（みえぐすく）、屋良座森城（やらざもりぐすく）（那覇市） -  琉球王朝の首里城の支城に設置された砲台

#### 大日本帝国陸軍の砲台
- 佐田岬砲台（愛媛県西宇和郡伊方町正野）- 豊予要塞を構成する砲台の一つ